# Nikola Mirotić
Nikola Mirotić, črnogorsko-španski košarkar, * 11. februar 1991, Titograd, Socialistična republika Črna gora, Socialistična federativna republika Jugoslavija

## Zgodnja leta
Mati Dragana, oče Ranko in brat Filip so v njegovem otroštvu živeli v Črni gori. Do svojega 12. leta je treniral nogomet. Mati in oče sta ga pri treniranju nogometa podpirala. V svojih mladih letih je nogomet treniral in igral tudi njegov oče Ranko. Nekega dne pa se je Nikola praktično sam odločil, da konča svojo nogometno pot. Na treningu nogometa je prišel v navzkriž s trenerjem in se kot mladenič odločil prenehati s treniranjem nogometa. Nekaj tednov mladenič ni počel ničesar kar se športa tiče zato sta ga starša postavila pred dejstvo, da bi bilo dobro zanj, če se vrne na nogometne zelenice. Nikola se na zelenico ni nikoli vrnil, da bi treniral nogomet. S pomočjo dedka se je pri 13. letih odločil vstopiti v dvorano na parket, da začne igrati in trenirati košarko. Kmalu se je zaradi izjemnega talenta priključil ekipi v klubu Joker v Podgorici. Njegov preskok v karieri je nedvomno zaznamoval turnir v Ljubljani, kjer je bil daleč najboljši igralec turnirja v vseh pogledih. Skavti kluba Real Madrid so kmalu po odigranem turnirju v Sloveniji našli v njem izjemen potencial, ki ga je kazal. Dogovor s klubom Real Madrid je podpisal še pred dopolnjenim 18. letom. Življenje se mu je kar naenkrat spremenilo in že je živel, treniral in se šolal v Španiji v mestu Madrid. Seveda sta ga na poti slave spremljala tudi starša saj je bil Nikola še vedno mladoleten. Hitro se je navadil na razmere v Španiji. Treniral in igral je za klub Real Madrid Baloncesto v španski ACB ligi.

## Profesionalna kariera
Med sezono 2010 - 2011 je bil izbran za vzhajajočo zvezdo evrolige- 23. junija 2011 ga je pod svoje okrilje izbral klub v NBA ligi Chicago Bulls. Klub Real Madrid mu je omogočil praktično vse kar je potreboval, da je izkoristil svoj dragocen potencial. Dosežki, ki jih je ta mladi košarkar osvojil pa sta Španski kraljevi pokal in Španski superpokal v letu 2012.

## Reprezentančna kariera
Mirotić je bil izbran tudi v mladinsko špansko državno reprezentanco. Ekipi do 20 let je pomagal osvojiti bronasto medaljo na evropskem prvenstvu do 20 let 2010. Imenovan je bil tudi za najkoristnejšega igralca turnirja. Špansko mladinsko reprezentanco je popeljal tudi do zlatega odličja na evropskem prvenstvu leta 2011. Zopet je bil proglašen za najkoristnejšega igralca in je s povprečjem 27 točk na tekmo in desetimi skoki na tekmo postavil tudi rekord evropskih turnirjev.